# Forges, Maine-et-Loire

Forges este o comună în departamentul Maine-et-Loire, Franța. În 2009 avea o populație de 234 de locuitori.